# Lockheed P-38 Lightning
Lockheed P-38 Lightning («Блискавка») — американський важкий винищувач і літак-розвідник.
Розроблений конструктором компанії Lockheed Corporation Кларенсом «Келлі» Джонсоном наприкінці 1930-х років. Один літак стандартної комплектації обходився урядові США в 97 147 US$ (у цінах 1944 року).
Брав активну участь у бойових діях Повітряних сил США під час Другої світової війни, переважно на Тихоокеанському театрі воєнних дій. Саме на літаках P-38 літали двоє найрезультативніших льотчиків-винищувачів за всю історію військової авіації США: Річард Айра Бонг і Томас Макгуайр.
На винищувачі P-38 воював відомий французький письменник Антуан де Сент-Екзюпері (ймовірно, був збитий над Середземним морем німецьким винищувачем Messerschmitt Bf 109).
15 липня 1942 року під час проведення операції «Болеро» ескадрилья в складі шести винищувачів P-38 та двох бомбардувальників B-17 здійснила вимушену посадку в Гренландії. В 1992 році один із винищувачів був відновлений і нині відомий як «Glacier Girl» (Крижана леді).
17 квітня 1943 року під час здійснення військової операції з ліквідації японського адмірала І. Ямамото, вісімнадцять винищувачів P-38 атакували і збили кілька японських винищувачів «Зеро» і бомбардувальник Mitsubishi G4M, на якому перебував І. Ямамото, внаслідок чого адмірал загинув.